# エトヴォス
株式会社エトヴォス（英語: Etvos Co., Ltd.）は、日本の化粧品会社。
ミネラルファンデーションとヒト型セラミドを配合したスキンケアを主力商品として、製造・販売している。

## 概要、特徴
2007年5月に、日本で初めて国産のミネラルファンデーションを製造・販売した化粧品メーカー。
「いくらスキンケアを頑張ってもクレンジングで肌は疲れてしまう」という考えの元、クレンジングフリーのミネラルメイクを販売している。
主軸であるミネラルコスメに合わせて、肌本来に備わっている基本的な機能を高めることを目的とした「ヒト型セラミド」配合のスキンケアを使うことを提唱している。
商品は全て、医学博士監修の元、開発されている。
2020年4月にLVMHモエ ヘネシー・ルイ ヴィトンおよびグループ・アルノーと戦略的提携関係を持つプライベートエクイティ投資会社「Lキャタルトン」が第三者割当増資および現株主が保有する株式の譲受を通じたエトヴォスの株式の過半数取得についての契約を締結し、買収した。
この買収はLキャタルトンによる日本企業への第2号投資案件で、日本の化粧品ブランドへの投資としては第1号案件。
同年7月に創業者の尾川ひふみが代表権のない取締役会長となり、代表取締役社長には当時副社長であった神田宏が就任した。
現在同社の役員構成は社外取締役、社外監査役として親会社のLキャタルトンから参画している。

## 沿革
- 2004年  3月 - ビタミンC誘導体配合ローション「acne-labo（アクネラボ）※VCローションの前身」の販売開始
- 2007年  5月 - 大阪府において株式会社エトヴォスを設立
- 「acne-labo」を「etvos AQRE（エトヴォスアキュレ）」にリニューアル
  - 9月 - 日本初の国産ミネラルファンデーションの製造発売開始
- 2008年  8月 - ROSE MARYにて店舗展開開始
- 2009年12月 - バラエティショップにてメイク品の全国展開開始
- 2011年  5月 - 大阪市淀川区西中島六丁目1番15号に本社移転
- 2012年  9月 - セラミドスキンケアシリーズ「etvos AQRE」を「CERAMIDIAL（セラミディアル）」にリニューアル
- 2013年  3月 - 国外（台湾）での販売開始
  - 9月 - 法人設立時からの製品ラインナップ「ETVOS dear Mineral（エトヴォスディアミネラル）」を「ETVOS MINERAL MAKEUP（エトヴォスミネラルメイクアップ）」にリニューアル
- 2015年  8月 - セラミドスキンケアシリーズ「CERAMIDIAL」を「ETVOS CERAMIDE SKINCARE（エトヴォスセラミドスキンケア）にリニューアル
  - 9月 - 有名ヘアメイクアップアーティストとコラボ製品販売
- 2016年  4月 - 国内発の直営店を松坂屋名古屋店にオープン。百貨店での販売開始
  - 12月 - 大阪市淀川区西中島六丁目1番1号に本社移転
- 2018年  5月 - ヘアケアラインの販売開始
  - 8月 - 香港での販売開始
- 2019年  9月 - アリババグループ天猫国際（越境EC）販売開始
- 2020年  4月 - Ｌキャタルトン・アジアが株式を取得、事業連携を行う
  - 7月 - 創業者尾川ひふみが取締役会長に就任、神田宏が代表取締役社長に就任
  - 9月 - ラシャススキンシリーズの販売開始

※　VCローションの前身

## 主な商品
エトヴォスが販売している商品は、大別すると以下の４つである。

### ETVOS MINERAL MAKEUP
クレンジングが不要な商品が多い。ファンデーションだけでなく、チーク・アイカラー・リップ・メイクブラシなど、ミネラルコスメブランドの中では、品揃えが多いことも特徴。モデルの優木まおみや美香、鈴木えみなどが愛用品として、メディアで紹介をしている。

### CERAMIDIAL
「ナチュラルサイエンス」なスキンケアをテーマにしているスキンケアブランド。また、クレンジングいらずのミネラルメイクを販売しているので、クレンジングがラインナップされていない。

### BEAUTY&NATURE
アルガンオイルをはじめとする美容オイルを主軸としたブランド。フェイスだけでなく、ヘア・ボディケア用のオイルも扱っている。

### ETVOS for BABY
創業者が子供のアトピーに悩んだことがきっかけで開発されたベビー用ブランド。CERAMIDIAL同様、ヒト型セラミドやアミノ酸をキー成分としている。